# Honesdale
La ville de Honesdale est le siège du comté de Wayne, situé en Pennsylvanie, aux États-Unis.

## Personnalités
- Sarah Jane Scott, chanteuse de schlager, née en 1988 à Honesdale.
- Ruth McGinnis, joueuse de billard, morte en 1974 à Honesdale.